# Hrvatska Dubica
Hrvatska Dubica es un municipio de Croacia, en el condado de Sisak-Moslavina, cuya cabecera es la localidad del mismo  nombre.

## Geografía
La capital se encuentra a una altitud de 102 m s. n. m. y a 127 km de la capital nacional, Zagreb.

## Demografía
En el censo 2011, el total de población del municipio fue de 2073 habitantes, distribuidos en las siguientes localidades que lo componen:
- Baćin - 220
- Donji Cerovljani - 76
- Gornji Cerovljani - 98
- Hrvatska Dubica - 1032
- Slabinja - 342
- Živaja - 302